# Richard Einhorn
Richard Einhorn (* 2. August 1952 in Newark, New Jersey, USA) ist ein US-amerikanischer Komponist.

## Biographie
Richard Einhorn begann mit 15 Jahren als Gründungsmitglied von Alfonso, einem Multimedia-Ensemble, zu komponieren. Er studierte Komposition und elektronische Musik bei Jack Beeson, Vladimir Ussachevsky und Mario Davidovsky. Er schloss sein Studium an der Columbia-Universität 1975 mit summa cum laude ab. Anschließend arbeitete er bei CBS Masterworks, wo er unter anderem Aufnahmen von Meredith Monk, The New York Philharmonic, Jean-Pierre Rampal und Isaac Stern produzierte. Einhorns Produktion der Cellosuiten von Bach mit Yo-Yo Ma erhielt den Grammy für die „Beste Instrumentalaufnahme“. 1982 verließ er CBS, um sich auf seine kompositorische Tätigkeit zu konzentrieren.
Einhorn komponiert Opern, Kammermusik, Liederzyklen, Ballette und Filmmusik. Voices of Light, seine „opera with silent film“ zum historischen Stummfilm La Passion de Jeanne d’Arc, wurde in den USA 150-mal aufgeführt, unter anderem in der Avery Fisher Hall und im Kennedy Center, im Opera House in Sydney (Australien), in Singapur, Johannesburg und Pretoria.
Für das New York City Ballet komponierte Einhorn das Werk Red Angels, dessen Premiere 2002 live im Fernsehen übertragen wurde.
Sein 2008 komponiertes Werk The Origin wurde im Februar 2012 im Konzerthaus Glocke in Bremen vom Orchester & Chor der Universität Bremen unter Leitung von Susanne Gläß in Europa erstaufgeführt.
Außerdem komponierte er Musik für den Dokumentarkurzfilm Educating Peter (HBO), der 1992 den Academy Award (Oscar) gewann, sowie für Arthur Penns Thriller Dead of Winter (MGM, 1987). Einhorns Filmmusik für Fire-Eater von Pirjo Honkasalo wurde mit dem Jussi (Finnish Academy Award, for Best Musical Score) ausgezeichnet.
Einhorn lebt mit seiner Frau Amy Singer und Tochter Miranda in New York City.

## Werke
- The Origin an opera/oratorio inspired by Charles Darwin’s life and work
- Voices of Light soundtrack
- Red Angels ballet
- A Carnival of Miracles for four voices
- Fire Eater soundtrack
- The Prowler soundtrack
- The Fourth Manner of Loving for chorus and orchestra
- Freud and Dora: A Case of Hysteria opera in two acts
- My Many Colored Days By Dr. Seuss for symphony orchestra and narrator
- Sister Sister Soundtrack 1988